# 조니 로건
조니 로건(Johnny Logan, 1954년 5월 13일 ~ )은 오스트레일리아 태생의 아일랜드의 가수이다.
1978년 데뷔한 이래, 2차례의 유로비전 송 콘테스트(1980, 1987)에서 아일랜드 대표로 참가했고 우승을 차지했다.
2001년에는 노르웨이 작곡가 롤프 뢰블란(Rolf Løvland)의 어머니의 장례식에 불릴 노래를 위해 그의 부탁으로 한 작품에 참여하게 되는데, 이것이 바로 여지까지 전 세계적으로 수백번 커버 되어온 "You raise me up"이라는 곡이다. 그가 이곡을 녹음한 최초의 가수가 되었지만, 같은해 연말 브라이언 케네디가 대신해 롤프 뢰블란이 속해있는 노르웨이 뮤지션인 시크릿 가든의 앨범에 참여하게 된다.